# Эпирское царство
Эпирское царство (греч. το Βασίλειο της Ηπείρου), Эпирское государство, Эпирская держава, Эпирский деспотат (греч. Δεσποτάτο της Ηπείρου) — образовавшееся в Эпире средневековое греческое государство, осколок Византии, наряду с Никейской и Трапезундской империями. Свой краткий расцвет греческий Эпир пережил в конце 1220-х — начале 1230-х годов, став крупнейшим государством на Балканах и был преобразован в Фессалоникскую империю. Но уже в 1231 году Эпир отпал от Фессалоник. Термины «Эпирское царство», «Эпирский деспотат» или «Фессалоникская империя» являются современной историографической конвенцией, а не названиями, которые использовались в то время.
Эпирское царство просуществовало чуть меньше трёх столетий, пережив значительные социокультурные трансформации, важнейшим из которых было начало массовых албанских миграций и постепенная итальянизация правящей верхушки через династические браки. В 1337 году остатки эпирских владений, включая столичный город Арта, были вновь включены в состав Византийской империи, став своеобразной компенсацией за окончательную потерю ей своих малоазийских владений. Впрочем власть константинопольских греков в Эпирe продлилась недолго: в 1348 году сюда вторглись сербы, и Эпир вошёл в состав Сербо-греческого царства Стефана IV Душана.
В 1356 году, после смерти Стефана Душана, Эпир смог восстановить свою государственность, однако его мощь подкосила борьба за власть между греками, сербами, албанцами и итальянцами. В результате междоусобиц государство распалось и к 1366 году представляло собой несколько государственных образований.
Во время этой политической нестабильности основное ядро Эпира византинист Дональд Николь обозначил термином Янинский деспотат (1366—1416). Лишь в 1416 году янинскому правителю Карло I Токко удалось объединить Эпир. В то же время государство уже ничего не могло противопоставить османской экспансии. В 1449 году турки захватили Арту, а в 1479 году пали последние крепости Эпирского государства.

## Территория царства
Территория государства со временем сильно менялась. Первоначально владения эпирского правителя простирались от Диррахия на севере до Коринфского залива на юге, то есть занимали территорию древнего Эпира, Акарнании и Этолии. Со всех сторон он был окружён латинскими и славянскими государствами:
- на востоке латинским Фессалоникийским королевством,
- на севере сербским княжеством Рашкой
- на северо-востоке Вторым Болгарским царством,
- на западе владениями Венеции.

После битвы при Кастории территория царства ограничивалась родовыми владениями эпирского деспота, а сам он признавал себя вассалом византийского императора.
Столицей государства была Арта, которая, наряду с Никеей и Трапезундом, являлась важнейшим оплотом византийской культуры.

## Деспотат или царство?
Долгое время в литературе, посвященной истории Византии, считалось, что первые правители Эпира, Михаил I Комнин Дука и его брат Феодор Комнин Дука, обладали титулами деспота, что считалось основанием для использования термина «деспотат» применительно к государственному образованию на западе Балканского полуострова. В 1950−60-е гг. против этого мнения выступили сначала известный французский византинист Л. Стьернон, а позднее — видный югославский византинист — Б. Ферьянчич. Оба исследователя убедительно доказали, что ни в одном из известных исторических источников указанные правители не пользовались титулом «деспота», что лишало оснований считать Эпирское государство «деспотатом». Первым носителем титула деспота в Эпире был Михаил II Дука, которому этот титул пожаловал его дядя — фессалоникский император Мануил. Однако это не мешало ему, в дальнейшем, именоваться императором, оспаривая этот титул у правителей Никейской империи.
Собственно титул деспота, как показал Б. Ферьянчич, не подразумевал каких-либо функций по управлению областью. Мнение, высказанное Л. Стьерноном и Б. Ферьянчичем, было позднее разделено другими известными византинистами: Р. Гийу, Р.-Ж. Лернетцом, К. Вардзосом.
В русскоязычной историографии (История Византии. Т.3; Культура Византии. Т.3) применительно к государству, образованному на западе Балканского полуострова, принято название «Эпирское царство», как более общее. В англоязычной историографии исследователи используют как термины «королевство Эпира» (kingdom of Epirus), как Дж. М. Хассей, или «княжество Эпира» (principality of Epirus), как А. Д. Карподзилос. Термин «деспотат» (despotate of Epiros), используемый ещё в некоторых работах, многими современными исследователями считается некорректным (по указанным выше причинам).

## Патроним правящей династии в 1205−1318 годах
Во главе Эпирского царства находились представители династии Дук: Михаил I Комнин Дука, основатель царства, был внебрачным сыном севастократора Иоанна Дуки, брата Алексея III. Патронимом Дука, и реже, патронимом Комнин, эпирские правители пользовались в официальных документах: жалованных грамотах, письмах. Данные патронимы изображались на печатях и монетах. Патроним Ангелы использовался только в сочинении Георгия Акрополита, никейского историка. Данный выбор был обусловлен стремлением автора показать то, что эпирские правители принадлежат к роду Ангелов, относительно недавно добившихся титула императора, в то время как патроним Дука, который носили императоры ещё в XI веке, принадлежит только никейскому императору. В современной историографии принято обозначать правившую на западе Балканского полуострова династию как эпирские Дуки.

## История

### Основание Эпирского царства
Основателем Эпирского царства был Михаил I Комнин Дука, внебрачный сын севастократора Иоанна Дуки, брата императора Алексея III. Михаил сделал карьеру до падения Исаака II в 1195 году, и стал губернатором Малоазийской фемы. При Алексее III он впал в немилость и находился в Константинополе, когда участники Четвёртого крестового похода, крестоносцы и венецианцы, достигли города летом 1203 года.
После захвата Константинополя в апреле 1204 года крестоносцы и венецианцы начали раздел Византийской империи. По договору, заключённому ещё до взятия Константинополя в марте 1204 года между дожем Венецианской республики Энрико Дандоло, графом Балдуином I Фландрским, маркизом Бонифацием I Монферратским и другими предводителями крестоносцев, было установлено, что из владений Византийской империи будет образовано феодальное государство, во главе которого будет поставлен избранный император; он получит часть Константинополя и четверть всех земель империи, а остальные три четверти будут разделены пополам между венецианцами и крестоносцами; собор Святой Софии и выбор патриарха будут предоставлены духовенству той из указанных групп, из которой не будет избран император.
В ходе раздела венецианцы требовали себе побережье Эпира, включая Ионические острова. Михаил присоединился к свите Бонифация I Монферратского, и тот отправил его овладеть этими землями. В Фессалии произошёл разрыв между Михаилом и Бонифацием, и грек отправился в Арту, которая была под контролем византийского наместника. Дука хотел оказать ему поддержку при сопротивлении латинянам.

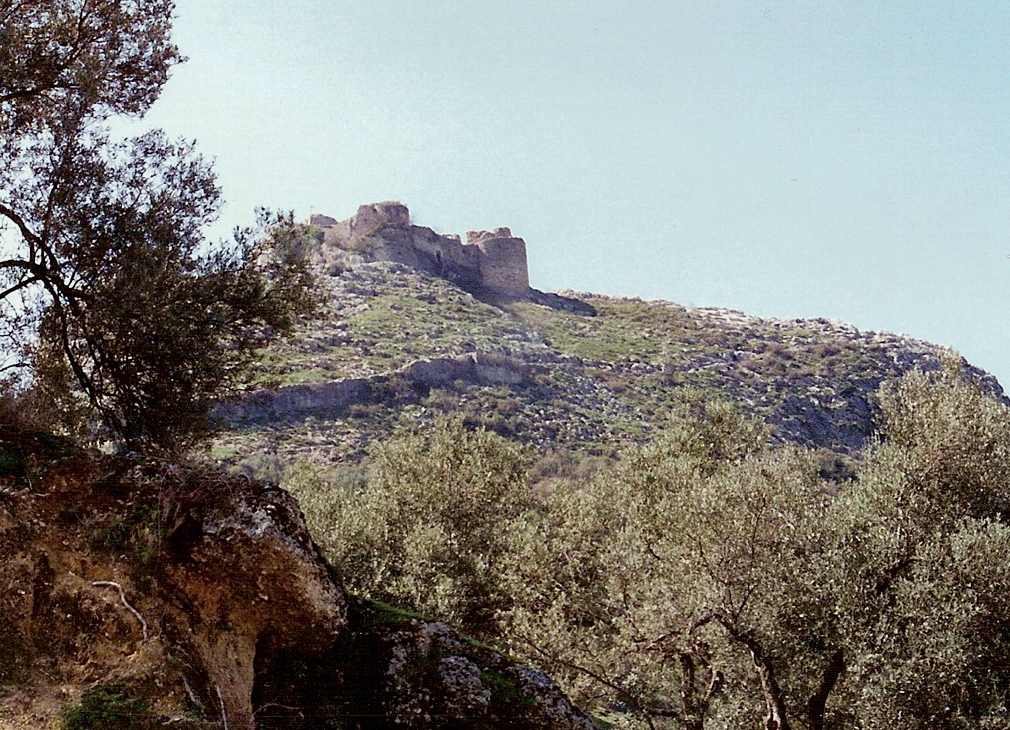
Крепость Петрела

Прибыв в город, он узнал о смерти наместника Сенахерима и поднял против его представителей мятеж. Женившись на дочери (или вдове) своего предшественника, происходившей из аристократического рода Мелисинов, Михаил присвоил его обширные владения в регионе. Дука оставил государственных служащих на их должностях и не нарушал прав знати и церкви, из-за чего те приняли его власть без сопротивления. Вместе с тем он стал властителем одной из наиболее богатых провинций Византии, не тронутой крестоносцами. Весной 1205 году Михаил I Комнин Дука даже попытался отвоевать у крестоносцев Пелопоннес, но попытка оказалась неудачной.
Вскоре в Эпир направились беженцы из Константинополя, Фессалии и Пелопоннеса, тем самым увеличивая количество его подданных и улучшая финансовое положение деспотата. Михаила стали рассматривать как современного Ноя, собиравшего людей от «латинского потопа» (нашествия латинян). Более того, сербское княжество Рашка и албанское княжество Арберия приняли вассальную зависимость от Эпира.
В 1205 году венецианцы попытались занять отданные им по договору с крестоносцами области, контролировавшиеся в то время Михаилом, которые включали все византийские владения к западу от гор Пинд, крепостей Петрела и Дуррес на севере, до Навпакта в Коринфском заливе на юге.
Чтобы гарантировать безопасность своего господства на международном уровне, Михаил I предпринимал рискованные дипломатические манёвры. Он признал верховенство римского папы и обещал унию эпирской церкви с Римом, так как надеялся на папскую защиту от венецианских атак.
Второй император новообразованной Латинской империи Генрих I Фландрский потребовал у Михаила подчиниться ему, что тот сделал номинально, разрешив своей дочери выйти замуж за брата Генриха Юстаса в 1209 году. Однако Дука не придерживался этого союза, предполагая, что гористый Эпир будет недоступен для тех, с кем он заключал и разрушал союзы. В итоге Генриху удалось вынудить Михаила возобновить союз в 1210 году.
Однако взор эпирского правителя обратился к стратегически важным городам, находившимся под властью латинян. Михаилом были захвачены фессалийский город Лариса и Диррахий, а также порты в Коринфском заливе. В 1214 году он захватил остров Корфу, принадлежавший Венеции, но в 1215 году был зарезан в собственной постели одним из слуг. Ему наследовал родной брат — Феодор Комнин Дука.
Новый правитель Эпира Феодор Комнин Дука пребывал при жизни брата при дворе никейского императора. Когда Михаил I обратился к Феодору I Ласкарю с просьбой отпустить брата в Эпир для помощи в управлении, тот исполнил просьбу, взяв предварительно с Феодора Дуки клятву в верности ему, как императору, и его никейским преемникам. Когда Феодор Дука сделался эпирским государём, он не стал считаться с клятвой.

### Образование Фессалоникской империи
Феодор Комнин Дука намеревался немедленно напасть на королевство Фессалоники и сразиться с латинянами на пути к его столице. Ещё при Михаиле I удалось захватить западную Фессалию, отрезав королевство от остальной части Греции. Феодор продолжил завоевательную политику своего предшественника. Он заключил союз с сербским княжеством Рашка, Болгарией и албанскими кланами, и начал боевые действия против Латинской империи. Таким образом, к 1216 году ему удалось захватить большую часть Македонии (включая город Охрид) и оставшуюся под контролем Фессалоник Фессалию.
Тем временем император Латинской империи Генрих I Фландрский умер, бароны избрали в императоры его зятя Пьера де Куртене, женатого на Иоланте, сестре латинских императоров Балдуина I и Генриха I Фландрских.

Эпирское царство в период с 1205 по 1230 год

Получив известие об избрании, пара двинулась из Франции в Константинополь через Рим, где папа Гонорий III короновал Пьера де Куртене императорской короной. Пьер с войском, переплыв через Адриатическое море, высадился у Диррахия и решил отвоевать город у эпирского правителя Феодора. Диррахий был осаждён, но город оказался хорошо защищённым и в изобилии снабжённым продовольствием. Осада закончилась неудачей. После чего Пьер де Куртене двинулся в сторону Константинополя. Но Феодор Дука, устроив засаду в горных теснинах, разбил его. Сам латинский император, по одним источникам, пал в битве, по другим, был схвачен и умер в эпирском плену. Вдова Пьера, Иоланта, прибыв в Константинополь, в течение двух лет до своей смерти (1217—1219) управляла государством. Ей наследовал её сын Роберт (1220—1228).

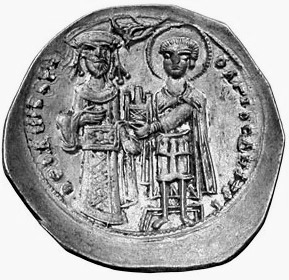
Монета эпохи царствования Феодора I

Латинская империя была слишком слаба для дальнейшей борьбы. Феодор направил свои войска против королевства Фессалоники. Более того, победа над Пьером де Куртене сильно возвысила авторитет Эпира и угнетающе подействовала на латинян. В 1224 году Феодор осуществил захват и без труда овладел королевством Фессалоники.
Расширив свои владения, Феодор был окрылён многочисленными победами и счёл себя вправе короноваться императорским венцом, что означало стать императором ромеев, то есть, другими словами, не признать этого титула за императором Иоанном III Дукой Ватацем, вступившим на никейский трон в 1221 году. Фессалоникский митрополит Константин Месопотамит уклонился от коронации, не желая нарушать прав жившего в Никее константинопольского патриарха Мануила Сарантена, венчавшего на царство Иоанна Ватаца. Тогда Феодор в 1224 году был коронован в качестве императора ромеев архиепископом Охрида Димитрием Хоматианом. Таким образом, на месте когда-то единой Византийской империи, на её землях расположилось уже четыре империи — Никейская и Трапезундская империи в Малой Азии, Фессалоникская и Латинская империи на Балканах.
Тем временем никейский император Иоанн III Дука Ватац сделал попытку утвердиться на Балканах. В 1225 году он без боя занял Адрианополь. Однако в этом же году к городу подошли эпироты. Фессалоникский император Феодор, окружив Адрианополь, потребовал от его жителей изгнать войско Ватаца из города. Войскам никейского императора пришлось уступить Феодору Адрианаполь и вернуться в Малую Азию. Феодор заключил новый союз с болгарами и изгнал западных рыцарей из Фракии.
Таким образом территория Латинской империи была сведена к Константинополю и небольшой области в Малой Азии, лежавшей к югу от Мраморного моря. Вскоре Феодор вплотную приблизился к Константинополю и начал опустошать окрестности латинской столицы, готовясь к осаде. Однако на этом закончились успехи фессалоникского императора.
Назревал разрыв союза Фессалоникской империи и Болгарии. После смерти латинского императора Роберта в 1228 году на престол вступил его 11-летний брат Балдуин II. Поднялся вопрос о регентстве, и некоторые магнаты предлагали в регенты болгарского царя Ивана II Асеня (1218—1241/1242), состоявшего в некотором родстве с Балдуином. Иван Асень согласился на предложение и дал обещание освободить для Балдуина земли, занятые врагами, то есть в данном случае, главным образом, Феодором Эпирским. Однако латинские рыцари и представители духовенства настояли на том, чтобы регентом государства был избран Иоанн Бриенский.

### Борьба с Болгарским царством

Эпирский деспотат и Фессалоникская империя в период с 1230 по 1251 год

История с регентством Ивана II Асеня в Константинополе вызвала в Феодоре Дуке сильные подозрения. Вероломно нарушив союзный договор, он открыл военные действия против болгар. В битве при Клокотнице победило болгарское войско, которому помогла половецкая конница. Сам Феодор Дука попал в плен и был впоследствии ослеплён за интриги против болгарского царя.
После поражения Фессалоникская империя резко ослабела и распалось на несколько частей. К власти в Фессалониках пришёл брат Феодора Мануил Комнин Дука, который стал новым императором. Мануил короткое время владел и Эпиром, но в 1231 году он отдал его своему племяннику Михаилу II Комнину Дуке, даровав ему титул деспота. На юге Эпира Константин Комнин Дука стал также фактически независимым деспотом Акарнании и Этолии, придерживаясь союза со своими родственниками. Таким образом войска Фессалоник и Эпира были навсегда отброшены от столицы Латинской империи. В короткое время почти вся Фракия и Южная Македония оказались во власти болгарского царя Ивана II Асеня. Правитель сербского княжества Рашки ещё в 1217 году принял королевский титул и в 1227 году окончательно отказался от вассальной зависимости от Эпира.
Феодор Комнин Дука был освобождён из болгарского плена в 1237 году, после того, как выдал свою дочь Ирину за Ивана II Асеня. Он прибыл в Фессалоники и свергнул брата Мануила, сделав своего сына Иоанна императором Фессалоник. В то же время Эпирское царство продолжало держаться обособленно от Фессалоник. Более того, в 1239 году при поддержке никейских войск Мануил Комнин Дука вернул под свой контроль Фессалию.
В 1241 году в результате хитрости Феодор Комнин Дука попал в плен к никейскому императору Иоанну III Дуке Ватацу и использовал его в качестве переговорщика с его сыном. В 1242 году Иоанн Комнин Дука признал верховную власть Никеи, отказался от императорского титула, приняв титул деспота Фессалоник.

### Борьба с Никейской империей

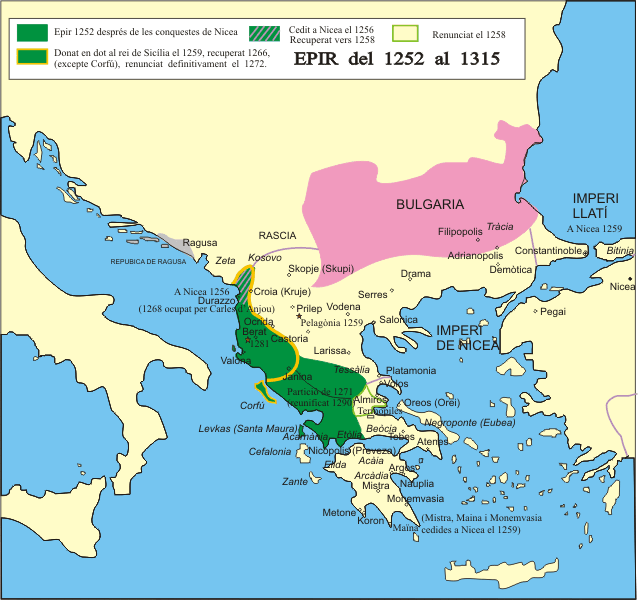
Эпирский деспотат с 1252 по 1315 год

В 1244 году, после смерти Иоанна Комнина Дуки, его младший брат Димитрий стал новым деспотом Фессалоник. Молодой и беспутный правитель он так и не смог заручиться поддержкой горожан. Когда в 1246 году никейский император Иоанн III Дука Ватац оказался рядом с городом, желая начать войну против болгар, местная знать свергла Димитрия Комнина Дуку. Арта была захвачена никейцами, а Димитрий был отправлен в темницу в крепость Лентиана.
Правитель Эпира Михаил II Комнин Дука объединился с латинянами против никейцев. Но в 1249 году Иоанн III Дука Ватац заключил с эпирским правителем мир, заставив Михаила II отказаться от притязаний на императорский трон и признать себя деспотом Эпира, а Иоанна императором. Всё же под давлением Феодора Комнина Дуки Михаил II пошёл войной против Ватаца. В итоге в 1253 году Никея вынудила деспота Эпира сдаться. Михаил II уступил значительную часть своей территории, его сын Никифор был увезён ко двору императора Иоанна Ватаца в качестве заложника. Феодора Комнина Дука отправили в темницу.
Новый никейский император Феодор II Ласкарис заключил новый союз с Михаилом II Дукой, и их дети, Мария Ласкарис, внучка никейского императора Иоанна III, и Никифор Комнин Дука, которого при Феодоре II отпустили в Эпир, поженились. В связи с этим мать невесты передала Феодору Ласкарису Диррахий и македонский город Сервию. Правда, через два года Мария умерла. Однако Михаил не желал передавать собственные владения и в 1257 году восстал, нанеся поражение никейской армии, ведомой Георгием Акрополитом. Когда эпирцы подошли к Фессалоникам, на западе Эпир был атакован войсками короля Манфреда Сицилийского, завоевавшего земли на территории нынешней Албании и остров Корфу. Михаил II не желая воевать на два фронта поспешил вернуться в Эпир и заключил союз с королевством Сицилия, выдав свою дочь Елену замуж за Манфреда.
После смерти Феодора II Ласкариса Михаил II Дука вновь стал претендовать на константинопольский престол. Правитель Эпира предпринял ряд военных походов в Македонию. По сообщению византийского историка Никифора Григоры (и косвенно — Георгия Акрополита), конечной целью кампаний было освобождение эпирским деспотом Константинополя и его восшествие на престол в качестве византийского императора. При этом Михаил II в издаваемых им грамотах именовался «моя царственность», что характерно для византийских императоров. Данные претензии говорят о том, что принятие эпирским правителем, претендовавшим на титул императора, титула «деспот» оказалось сугубо номинальным действием, направленным на то, чтобы получить возможность собрать силы для борьбы за константинопольский престол.
Михаил II стал формировать антиникейский союз. Король Манфред Сицилийский прислал правителю Эпира четыреста конных рыцарей из Священной Римской империи. Вскоре к этому союзу присоединился правитель Ахейского княжества Вильгельм II Виллардуэн. В том же году дочь Михаила Анна вышла замуж за ахейского князя. Конечной целью союза был захват Константинополя, но в первую очереди Михаил II предполагал захватить Фессалоники. Михаил II и Вильгельм II сошлись с никейским императором Михаилом VIII Палеологом в битве при Пелагонии. Но почти сразу антиникейская коалиция распалась из-за внутренних противоречий. Михаил II и его сын Никифор заподозрили своих союзников в измене против интересов Эпира в захвате Константинополя и покинули лагерь. Внебрачный сын Михаила II Иоанн Дука и вовсе перешёл на сторону Михаила VIII Палеолога.
В последовавшей битве при Пелагонии остатки антиникейского союза потерпели полное поражение. Большинство рыцарей Сицилии и Ахейи погибли, либо попали в плен. Правитель Ахейского княжества Вильгельм II Виллардуэн бежал с поля битвы, но был опознан недалеко от Кастории и взят в плен. Впоследствии, чтобы возвратить себе свободу, франкский государь должен был по договору 1262 года уступить грекам Монемвасию, Майну и Мистру. Поражение сил Ахейского княжества обрекло на гибель Латинскую империю, у которой не оставалось более сильных союзников.
Также в результате битвы латино-эпирский союз распался. В течение короткого времени никейцы смогли захватить столицу эпирского деспотата — Арту, сам Михаил II был вынужден покинуть Эпир на корабле. Но власть эпирского деспота не была окончательно уничтожена: никейцам не удалось взять другой крупный город — Янину. Внебрачный сын правителя Иоанн вскоре вернулся на сторону отца вместе с возглавляемым им войском из влахов. А на землях деспотата, захваченных Никейской империей, началось восстание против малоазийских войск из-за жестокого грабежа эпирского населения. Значительным событием стала победа Никифора, сына Михаила II, над никейскими войсками в 1260 году.
После перечисленных событий Михаил II вернулся в Эпир и к концу того же года подчинил себе весь Эпир, однако для наступления в македонские и фракийские провинции никейского императора сил у деспота Эпира не хватало. Михаил VIII Палеолог заключил с Эпиром перемирие и пленные никейцы были освобождены. Теперь никейский император сосредоточил все свои усилия на захват Константинополя. В результате один из никейских отрядов смог пробраться в город и освободить Константинополь в 1261 году, после чего была восстановлена Византийская империя.

### Итальянские вторжения
После восстановления империи Михаил VIII Палеолог часто беспокоил Эпир, вынудив сына Михаила II Никифора жениться на своей племяннице Анне Кантакузиной в 1265 году. Палеолог считал Эпир своим вассалом, хотя Михаил II и его сын продолжали сношения с латинскими ахейскими князьями и герцогами Афин.
В 1267 или 1268 году Михаил II умер, и его владения были разделены между двумя сыновьями: Никифору достался Эпир, а Иоанну — Фессалия. Византия не пыталась захватить Эпир, и Никифор I наследовал своему отцу. С этого момента правители Эпира больше не оспаривали императорский титул у Константинополя, довольствуясь титулом деспота. В 1270 году остров Корфу был захвачен королём Сицилии и Неаполя Карлом I Анжуйским, который готовился к крупномасштабному походу на Константинополь, намереваясь возродить Латинскую империю. В 1272 году он захватил Диррахий и большую часть Албании, провозгласив себя королём Албании. Никифор I Комнин Дука заключил с ним союз, согласившись стать его вассалом. В 1280 году армия Карла I захватила Бутринти и начала осаду Берата. Но осада окончилась неудачно, византийская армия в 1281 году смогла отбросить армию Карла, что дало императору Михаилу VIII Палеологу контроль за внутренней частью Албании и северным Эпиром. Прибрежные города остались у Карла Анжуйского. Более того, в 1282 году произошло восстание на Сицилии (Сицилийская вечерня), и Карл был вынужден отказаться от полномасштабной войны с Византией. Таким образом Албания была потеряна для Эпирского деспотата.
Во время правления сына Михаила VIII Палеолога, византийского императора Андроника II, Никифор I заключил альянс с Константинополем. Население Эпира не желало быть слугами Палеологов, и в 1291 году Никифор I начал переговоры с правителем Неаполя Карлом II Анжуйским. Из-за этого началось вторжение византийцев в Эпир, которое было отбито с помощью итальянцев. В 1294 году Никифор I выдал свою дочь замуж за Филиппа I Тарентского, сына Карла II Анжуйского и продал ему большую часть своей территории. После смерти Никифора I около 1297 года на престол Эпира взошла его вдова Анна Кантакузина, управлявшая государством в качестве регента при своём малолетнем сыне, Фоме I Комнине Дуке. При деспотине Анне византийское влияние на Эпир возросло. В 1300 году она выступила против Филиппа I Тарентского в пользу Византии; в результате, латинян выселили.
Вскоре в Эпир были посланы неаполитанские войска, но деспот Фома I Комнин Дука смог отбить их нападение. В 1304—1305 годах были отвоёваны Бутринти и Навпакт. Новое итальянское вторжение состоялось в 1307 году, и военные действия завершились мирным договором. Согласно документу, Филиппу возвращались многие крепости, захваченные эпиротами.

### Политический кризис и первое падение государства

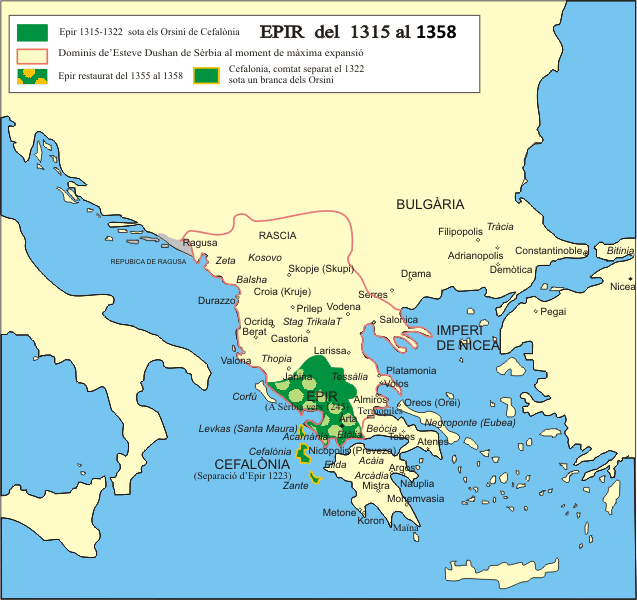
Эпирский деспотат с 1315 по 1358 год

Эпирский деспотат оставалось союзником византийцев вплоть до 1318 года. Анне Кантакузиной удалось женить своего сына на дочери соправителя Византийской империи Михаила IX Палеолога Анне Палеолог.
Однако в 1318 году Фома I Комнин Дука арестовал свою жену и начал переговоры с Филиппом I Тарентским. Но деспот Эпира не успел завершить это дело, так как был убит в том же году собственным племянником, графом Кефалинии и Закинфы Николаем Орсини, который женился на его вдове и взял под свой контроль Эпирский деспотат.
Византийский император Андроник II Палеолог признал Николая Орсини законным деспотом Эпира. Однако Северный Эпир и Янина признали власть Константинополя, а горожане Янины получили от императора грамоту, дарующую им многочисленные привилегии.
В 1321 году в Византии началась междоусобная война между императором Андроником II и его внуком, будущим императором Андроником III. Воспользовавшись этим Николай начал осаду Янины, но был зарезан своим родным братом Иоанном Орсини в 1323 году, который стал новым деспотом Эпира. В свою очередь, Иоанн через 12 лет был отравлен своей женой Анной Палеолог, ставшей регентшей Эпира при малолетнем сыне Никифоре II Орсини. В начале 1328 года эпирский деспот прислал посла к Андронику III с выражением дружбы и покорности византийскому императору.
В 1337 году византийский император Андроник III прибыл в Северный Эпир с армией из 2000 турок, служивших его союзнику Умуру, эмиру Айдына. Деспотина Анна Палеолог пыталась начать переговоры, но Андроник потребовал полную капитуляцию Эпирского деспотата, на которую она согласилась. Албанцы выступили на стороне малолетнего правителя, но были разбиты в сражении у Драча в 1337 году. Таким образом Эпирский деспотат перешёл под власть Византии.
Условием соглашения о присоединении Эпира к Византии было то, что Никифор II женится на одной из дочерей византийского сановника — Иоанна Кантакузина. Когда настал черёд выполнения условия, Никифор исчез. Андроник III узнал о том, что тот сбежал в Италию с помощью эпирской знати, которая желала независимости деспотата. Никифор остался в Таранто в Италии, при дворе Екатерины II Валуа, номинальной императрицы Константинополя.
В 1339 году началось восстание, поддержанное Екатериной Валуа, бывшей в то время в Пелопоннесе, и вернувшимся в Эпир Никифором. В конце года имперская армия восстановила власть Византии, и в 1340 году туда прибыл Андроник III вместе с Иоанном Кантакузином. Никифор признал власть императора. Он женился на Марии Кантакузине, дочери Иоанна, и получил титул «паниперсеваст» (panhypersebastos).

### Восстановление государства. Распад Эпира на деспотаты Янины, Арты и Ангелокастрона
Византийская империя скоро впала в гражданскую войну между Иоанном V Палеологом и Иоанном VI Кантакузином, а Эпир был завоёван королём Сербии, к тому времени уже коронованным царем сербов и греков, Стефаном IV Душаном. После смерти последнего в 1355 году его государство начало быстро распадаться, чем и воспользовался Никифор II. Он прогнал сербов и их деспота Симеона Синиша Неманича из столицы деспотата — Арты и восстановил свою власть в Эпире в 1356 году. В этом же году Никифор присоединил к своим владениям Фессалию.
Между тем, в 1358 году на юге Эпира произошло восстание албанских кланов, в результате которого было сформировано два албанских государства: Артский деспотат и Деспотат Ангелокастрон и Лепанто. В 1359 году Никифор II попытался подавить мятеж, но потерпел поражение и был убит албанцами в битве у Ахелооса в Этолии. Этим поражением воспользовался изгнанный эпирский деспот Симеон Синиша Неманич, который к тому времени провозгласил себя царем сербов и греков и пытался свергнуть своего родственника царя Стефана Уроша V.
Синиша прибыл в регион, где его власть признали Эпир и Фессалия. В благодарность за помощь в борьбе с Никифором II, Симеон признал власть албанцев на юге Эпира и даровал правителям обоих государств титул деспота. Однако Симеон не смог реализовать свои замыслы по установлению контроля над всей Сербией и свержению царя Стефана Уроша V. В греческих, албанских и сербских землях началась борьба за власть. Территории, и царя Стефана Уроша V, и царя Симеона Синиши, одна за другой переставали признавать власть своих царей. Так, например, Артский деспотат и Деспотат Ангелокастрон и Лепанто, во главе которых были Петер Лоша и Гин Буа Шпата были фактически независимыми. Более того они устраивали набеги на северный Эпир со столицей Яниной. Население Янины выслало Симеону Урошу петицию, в которой просили о защите их от албанцев. Таким образом Симеон передал остатки Эпира со столицей Яниной своему родственнику деспоту Фоме Прелюбовичу.
Правление Фомы началось с военных действий против Артского деспотата, длившихся в 1367—1370 гг. Албанцы деспота Петере Лоши постоянно нападали на Янину и осаждали её. В результате этих событий, Прелюбовичу удалось заключить мир с Лошей, который был скреплен династическим браком.

### Борьба с Артским деспотатом. Восстановление Эпира

Карта южных Балкан и западной Анатолии в 1410 году. Эпирское государство со столицей Яниной отмечено светло-изумрудным цветом

Конфликт продолжился, после смерти Лоши и с приходом к власти Гин Буа Шпаты. В 1375 году новый деспот Арты осадил Янину, но не смог взять город и отступил. Вскоре Фома Прелюбович, предложил артскому деспоту союз, но он просуществовал недолго и на Янинский деспотат продолжались набеги албанцев. Фоме удавалось отражать набеги и жестоко расправляться с албанцами, за что получил прозвище «Убийца албанцев».
В 1380 году Фома заручился союзом с турками-османами. Мусульмане выслали вспомогательный отряд и с этими силами янинский деспот пошёл войной на албанские племена, располагающиеся на севере и западе. При поддержке турок, Фоме удалось нанести поражение албанцам и расширить свои владения. Артский деспот Гин Буа Шпата стал опасаться за свои владения и попытался заключил союз с Прелюбовичем, который был скреплён династическим браком. Сын Шпаты женился на дочери Фоме. Однако мир продержался недолго. Дочь янинского деспота умерла вскоре после свадьбы. 23 декабря 1384 года в результате заговора Прелюбович был убит своей стражей.
В 1385 году, через год после смерти Фомы его вдова вступила в повторный брак и передала Янинское государство итальянскому роду де Буондельмонти. В свою очередь, воспользовавшись гибелью Фомы, Гин Буа Шпата вновь напал на Янину, но не смог справиться с защитой турок, которых призвал на помощь янинский деспот Исав де Буондельмонти. Летом в 1389 году, когда турецкие войска были сосредоточены в Сербии, деспот Арты вновь совершил набег на окрестности Янины, но также ничего не добился и заключил с Исавом де Буондельмонти перемирие.
В 1399 году деспот Арты Гин Буа Шпата умер и в Арте началась война за власть. Воспользовавшись этим граф Кефалинии и Закинфа Карло I Токко, который стал новым правителем Янины в 1411 году после смерти Исава, отвоевал у албанцев Ангелокастрон.
Чтобы противостоять Токко, деспот Арты Мурик Буа Шпата заключил союз с правителем Гирокастра Гин Зенебежи. Совместными силами им удалось одержать победу над Карло Токко в 1412 году и осадить Янину, но взять столицу государства албанцам так и не удалось. В 1416 году Карло I напал на Арту. Последнему правителю Якупу Шпате удалось отстоять столицу деспотата. Но вскоре после этого Токко смог заманить Якупа в засаду, в которой деспот был схвачен и казнен 1 октября 1416 года. После смерти Якупа магнаты Арты захватили контроль над деспотатом и предложили передать его Карло I Токко, если он сохранит их права и привилегии. Карло принял эти условия и вошёл в Арту 4 октября.

### Борьба с Морейским деспотатом

Эпирское государство при Карло I Токко

Карло Токко удалось овладеть основными городами Эпира, в последний раз сплотив исконные владения Эпирского царства. В 1415 году Карло получил от византийского императора Мануила II Палеолога титул деспота, хотя в дальнейшем он сражался с византийскими силами в Морейском деспотате за Элиду.
В то время Морейский деспотат начал стремительный захват остатков Ахейского княжества на Пелопоннесе. В результате под ударом оказались наследственные земли Карло Токко: Элида, Коринф и Мегары. В 1426 году Токко объявил Морейскому деспоту Феодору II войну. В ответ греки начали осаду с моря и с суши принадлежащей Токко Гларенцы. Карло в свою очередь собрал корабли со всех своих владений, нанял несколько судов в Марселе. Феодор II тем временем заручился помощью византийского императора.
Обе флотилии встретились у Эхинадских островов, близ Итаки. В последовавшем сражении в 1427 году греки одержали решительную победу: большинство кораблей Токко было уничтожено или захвачено, перебито множество людей, а свыше 150 человек было взято в плен. Это поражение вынудило Карло Токко отказаться от своих амбиций на Пелопоннесе, а также от Элиды и наследственных прав на Коринф и Мегары.

### Второе падение государства
После смерти Карло I Токко, началась борьба за влась в Эпире. К власти пришёл его племянник Карло II Токко. Но вскоре у него возникли конкуренты: незаконнорождённые сыновья Карло I. Они обратились за помощью к османскому султану Мураду II, который отправил в Эпир вспомогательный отряд. В 1430 году ими была захвачена Янина. Карло II, чтобы сохранить свои владения стал вассалом турок-османов, продолжая управлять остатками своего государства из Арты, в то время, как его родственники получили во власть Акарнанию.
В 1448 году Карло II умер, его малолетний сын Леонардо Токко стал последним правителем Эпира. В это же время турки напали на Эпир и 24 марта 1449 года они захватили Арту. Токко обосновался в Ангелокастроне. Но в 1460 году и эту крепость захватили турки, после чего он отправился на свои островные владения. В 1479 году была потеряна сначала Воница, затем Кефалиния, Лефкас и Закинф и Эпирское государство прекратило свое существование.

## Этнический и социальный состав царства
Основу государства составляли православные (греки и арнауты), которые не покорились крестоносцам (Латинской империи) и продолжали борьбу за возрождение Византии. В областях Македонии и Фракии, входивших временно в состав государства, преобладало славянское население, расселившееся на этих землях ещё в VII в. Основными социальными группами были: аристократия, духовенство (монашество и приходское), горожане, крестьянство. При этом, как показывает судопроизводственная документация (постановления Охридского синода, возглавляемого Димитрием Хоматианом), горожане являлись, в основном, мелкими земельными собственниками. Среди крестьян существовали группы зависимых крестьян (парики или дулопарики), собственниками которых являлась церковь или представители аристократии. Однако основной группой оставались свободные крестьяне, общины которых были особенно распространены в северных районах царства. В отличие от Никейской империи прония (условное владения за службу) не получило широкого распространения в Эпире.

## Правители Эпирского царства
По-настоящему греческим государство было в 1204—1318 годах, когда правила византийская династия Комнин Дука, конкурировавшая с другим греческим государством — Никейской империей за право восстановить Византию и занять её столицу — город Константинополь.
После 1318 года власть в Эпире переходит в руки итальянской династии Орсини, затем сербам, французам, а в 1479 году — туркам (Османская империя).

### Династия Комнинов Дук
| Имя на русском        | Имя на греческом             | Годы правления | Примечания                                                                 |
| --------------------- | ---------------------------- | -------------- | -------------------------------------------------------------------------- |
| Михаил I Комнин Дука  | Μιχαήλ Α΄ Κομνηνός Δούκας    | 1205—1215      | Основатель государства                                                     |
| Феодор Комнин Дука    | Θεόδωρος Κομνηνός Δούκας     | 1215—1230      | В 1224 году принял титул императора                                        |
| Мануил Комнин Дука    | Μανουήλ Κομνηνός Δούκας      | 1230—1231      | В 1231 году Мануил передал Эпир своему племяннику Михаилу II               |
| Михаил II Комнин Дука | Μιχαήλ Β΄ Κομνηνός Δούκας    | 1231—1267/1268 |                                                                            |
| Никифор I Комнин Дука | Νικηφόρος Α΄ Κομνηνός Δούκας | 1267/1268—1297 |                                                                            |
| Фома I Комнин Дука    | Θωμάς Α΄ Κομνηνός Δούκας,    | 1297—1318      | С 1297 по 1313 годы в качестве регента правила его мать — Анна Кантакузина |

### Династия Орсини
| Имя на русском    | Имя на греческом    | Годы правления      | Примечания                                                               |
| ----------------- | ------------------- | ------------------- | ------------------------------------------------------------------------ |
| Николай Орсини    | Νικόλαος Ορσίνι     | 1318—1323           |                                                                          |
| Иоанн Орсини      | Ιωάννης Ορσίνι      | 1323—1335           |                                                                          |
| Никифор II Орсини | Νικηφόρος Β΄ Ορσίνι | 1335—1337 1356—1359 | С 1335 по 1337 годы в качестве регента правила его мать — Анна Палеолог. |

### Династия Неманич (правители Янинского деспотата)
| Имя на русском         | Имя на греческом                     | Годы правления | Примечания                    |
| ---------------------- | ------------------------------------ | -------------- | ----------------------------- |
| Симеон Синиша Неманич  | Συμεών Ούρεσης Παλαιολόγος           | 1359—1366      | Самопровозглашенный царь      |
| Фома Прелюбович        | Θωμάς Κομνηνός Παλαιολόγος           | 1366—1384      | Правитель Янинского деспотата |
| Мария Ангелина Неманич | Μαρία Αγγελίνα Δούκαινα Παλαιολογίνα | 1384—1385      | Правитель Янинского деспотата |

### Династия Буондельмонти (правители Янинского деспотата)
| Имя на русском           | Имя на греческом        | Годы правления | Примечания                    |
| ------------------------ | ----------------------- | -------------- | ----------------------------- |
| Исав де Буондельмонти    | Ησαύ Μπουοντελμόντι     | 1385—1411      | Правитель Янинского деспотата |
| Джорджо де Буондельмонти | Γεώργιος Μπουοντελμόντι | 1411           | Правитель Янинского деспотата |

### Династия Токко
| Имя на русском | Имя на греческом  | Годы правления | Примечания                                                         |
| -------------- | ----------------- | -------------- | ------------------------------------------------------------------ |
| Карло I Токко  | Κάρολος Α΄ Τόκκος | 1411—1429      | В 1416 году объединил под своей властью Янину и Арту               |
| Карло II Токко | Κάρολος Β΄ Τόκκος | 1429—1448      |                                                                    |
| Леонардо Токко | Λεονάρδος Τόκκος  | 1448—1479      | В 1479 году Эпирское государство было завоевано Османской империей |

После падения Эпира Леонардо Токко продолжал носить титул правителя Эпира. После смерти Леонардо в 1495 или 1496 году, его сын Карл III Токко продолжал оставаться титулярным правителя Эпира в 1495/1496—1518 годах, хотя фактически им уже не являлся.

## Генеалогия
```
Мануил Ангел (до 1060-пос.1095), патриций 1078/81

│
├─>
Константин Ангел (ок.1088-пос.1166), севастогипертат

   X 
Феодора Комнина (1096-пос.1126), дочь 
Алексея I Комнина

   │
   ├─>
Иоанн Дука
 (ум.1200), севастократор

      X 1)
Зоя

      X 2)
Зоя Дукиня

      X 3)
(незаконная) неизвестная

      │
      ├─1>
Исаак Комнин Дука (ум.1203)

      │  X 
Евдокия Комнина Вранаина (ум.пос.1187)

      │
      ├─1>
Алексей Комнин Дука (ум.1183 или после)

      │
      ├─2>
Феодор Комнин Дука
 (1180/85-1254/55), Фессалоникский император 1224-30

      │  X 
Мария Дукиня Комнина Петралифаина

      │  │
      │  ├─>
Анна Комнина Дукиня (ум.1258)

      │  │  X 
Стефан Радослав
 (1192-1235), король Сербии 1228-34

      │  │
      │  ├─>
Иоанн Комнин Дука
 (ум.1244), Фессалоникский император 1237-43

      │  │
      │  ├─>
Ирина Комнина Ангелина (ум.пос.1241)

      │  │  X 
Иван Асень II
 (ум.1241) царь Болгарии с 1218

      │  │
      │  ├─>
Димитрий Комнин Дука
 (1220-пос.1246), деспот Фессалоник 1244-46

      │
      ├─2>
(дочь) Комнина Дукиня (род.1280/85), сестра-близнец Феодора

      │
      ├─2>
Мануил Комнин Дука
 (1187-1241), Фессалоникский император 1230-37

      │  X 1)
Евфимия Сербская (ум.1217/24)

      │  X 2)
Мария Болгарская (ум.пос.1238)

      │  │
      │  ├─2>
Елена Комнина Дукиня

      │     X 
Вильгельм Веронский, тетрарх Халкиды

      │
      ├─2>
Константин Комнин Дука
 (ум.пос.1242), деспот Акарнании и Этолии с 1224-42

      │
      ├─2>
(дочь) Комнина Дукиня (ум.пос.1205/15)

      │  X 
неизвестный Кантакузин

      │
      ├─2>
Анна Комнина Дукиня (ум.пос.1233)

      │  X 
Матео II Орсини
 (ум.1259/64), граф Кефалонии с 1238

      │
      ├─3>
(незак.) 
Михаил I Комнин Дука
 (ум.1215), правитель Эпира 1204-15

         X 1)
неизвестная Мелиссина (ум.до 1204)

         X 2)
неизвестная Мелиссина, кузина 1-й жены

         X 3)
(незаконная) неизвестная (ум.пос.1215)

         │
         ├─1>
(дочь) Комнина(ум.пос.1209)

         │  X 
Эсташ де Эно (1180/82-1219), регент Фессалии

         │
         ├─>
Феодора Комнина(ум.пос.1215)

         │
         ├─2>
Мария Комнина

         │  X 1)
неизвестный Сфрандзи

         │  X 2)
Константин Шабарон (ум.пос.1258)

         │
         ├─2>
Константин Комнин (ум.до 1214)

         │
         │   
(незаконный)

         ├─3>
Михаил II Комнин Дука
 (1205-1266/68), деспот Эпира 1231-66/68

            X 1)
Феодора Дукиня Петралифаина (ум.пос.1256)

            X 2)
(незаконная) Гангрена

            │
            ├─1>
Евдокия

            │
            ├─1>
Иоанн Комнин Дука (ум.1281/89)

            │  X 
неизвестная Торникина (ум.пос.1264)

            │  │
            │  ├─>
Елена Дукиня Торникина Комнина (ум.пос.1288)

            │     X 
Алексей Рауль (ум.1303)

            │
            ├─1>
Никифор I Комнин Дука
 (1240-1297), деспот Эпира 1266/68-97

            │  X 1)
Мария Дукиня Ласкарина (1241/44-1258/59)

            │  X 2)
Анна Палеологиня Кантакузина (1246/49-пос.1313) деспотина Эпира 1297-1313

            │  │
            │  ├─1>
(дочь) Комнина Дукиня (1258-до 1294)

            │  │  X 
Фадрике Кастильский (1223-1277), инфант

            │  │
            │  ├─2>
Мария Комнина Дукиня (ум.пос.1304)

            │  │  X 
Иоанн I Орсини
 (ум.1317), граф Кефалонии

            │  │  │
            │  │  ├─>
Николай Орсини
 (ум.1323), деспот Эпира 1318-1323

            │  │  │  X 
Анна Палеолог (1287/92-1321), дочь 
Михаила IX

            │  │  │
            │  │  ├─>
Иоанн II Орсини
 (ум.1335), деспот Эпира 1323-1335

            │  │     X 
Анна Палеологиня Ангелина (ум.пос.1355) деспотина Эпира 1335-1337

            │  │     │
            │  │     ├─>
Никифор II Орсини
 (1328-1359), правитель Эпира 1335-1337; деспот Эпира 1356-59

            │  │       X 
Мария Кантакузина (ум.пос.1379),дочь 
Иоанна VI

            │  │
            │  ├─2>
Тамара Ангелина Комнина (1277/82-1311)

            │  │  X 
Филипп I Тарентский
 (1278-1331), князь Ахейи

            │  │
            │  ├─2>
Михаил Дука Ангел (ум.1291/98)

            │  │
            │  ├─2>
Фома I Комнин Дука
 (1285-1318), деспот Эпира 1297-1318

            │     X 
Анна Палеолог (1287/92-1321), дочь 
Михаила IX

            │
            ├─1>
Дмитрий Дука Комнин Ангел (ум.пос.1304), деспот

            │  X 1)
Анна Палеолог (1260-1299), дочь 
Михаила VIII

            │  X 2)
Анна Болгарская (1264/69-пос.1304)

            │  │
            │  ├─1>
Андроник Палеолог Ангел (ум.1326/28), архонт Белграда

            │     X 
неизвестная Кокалатисса

            │     │
            │     ├─>
Анна Палеологиня Ангелина (ум.пос.1355)

            │     │  X 1)
Иоанн II Орсини
 (ум.1335), деспот Эпира 1323-1335

            │     │  X 2)
Иван Комнин Асень (ум.1358/63), деспот Валона

            │     │
            │     ├─>
(дочь) Палеологиня Ангелина

            │        X 
Иоанн Ангел (ум.1348/50), префект Фессалии

            │
            ├─1>
Елена Дукиня Ангелина
 (ок.1242-1271)

            │  X 
Манфред
(1232-1266), король Сицилии с 1258

            │
            ├─1>
Анна (Агнесса) Комнинодукиня (1243/46-1286)

            │  X 1)
Гильом II
 (1209/18-1278), князь Ахейи с 1246

            │  X 2)
Николай II де Сент-Омер (ум.1294), лорд Эвбеи

            │
            │   
(незаконный)

            ├─2>
Иоанн I Дука Комнин
 (ок.1240-1289), севастократор, правитель Фессалии с 1266/68-89

            │  X 
Гипомона(в монашестве) (ум.пос.1291)

            │  │
            │  ├─>
Михаил Дука Комнин Ангел (1261/66-1307)

            │  │
            │  ├─>
Константин I Дука
 (1263/70-1303), севастократор, правитель Фессалии с 1289-03

            │  │  X 
Анна Евагионисса (ум.1317)

            │  │  │
            │  │  ├─>
Иоанн II Дука
 (ум.1318), севастократор, правитель Фессалии с 1303-18

            │  │     X 
Елена Палеолог (ум.пос.1315), дочь 
Андроника II

            │  │
            │  ├─>
Елена Комнинодукиня (ум.1294/95)

            │  │  X 1)
Гильом I
 (ум.1287), герцог Афинский

            │  │  X 2)
Гуго де Бриенн
 (ок.1240-1296), граф ди Лечче

            │  │
            │  ├─>
Фёдор Комнинодука Ангел (ум.1300/03), севастократор

            │  │
            │  ├─>
(дочь) Комнинодукиня

            │  │  X 
Андроник Тарханиот (ум.1283), коноставл

            │  │
            │  ├─>
Елена Комнинодукиня Ангелина (ум.1298/99)

            │  │  X 
Стефан Урош II
 (ок.1253-1321), король Сербии с 1282

            │  │
            │  ├─>
 ? (дочь) Комнинодукиня Ангелина (ум.пос.1284)

            │
            ├─2>
(незаконный) Фёдор Комнинодука (ум.1257/59), архонт

            │
            ├─2>
(незаконный) Мануил Комнинодука (ум.пос.1261/9), архонт
```